# Kumkuyucak, Saruhanlı
Kumkuyucak là một thị trấn thuộc huyện Saruhanlı, tỉnh Manisa, Thổ Nhĩ Kỳ. Dân số thời điểm năm 2011 là 702 người.